# Йоган Гаммар
Пер Йоган Густав Гаммар (швед. Per Johan Gustav Hammar, нар. 22 лютого 1994, Мальме, Швеція) — шведський футболіст, центральний захисник клубу «Геккен».

## Ігрова кар'єра

### Клубна
Йоган Гаммар народився у місті Мальме. У своєму рідному місті він почав займатися футболом у однойменному клубі. У 2010 році футболіст приєднався до академії англійського клубу «Евертон», з яким за рік підписав свій перший професійний контракт. З 2012 року Гаммар став регулярно грати у молодіжному складі «Евертона». 2013 рік захисник провів деякий час в оренді у клубі Національної ліги «Стокпорт Каунті».
Так як до основи команди «Евертона» Гаммар так і не зумів пробитися, то влітку 2013 року керівництво клубу відпустило шведського футболіста до Аллсвенскан.
Перебуваючи у складі рідного клубу «Мальме», один сезон Йоган провів в оренді у норвезькому клубі «Фредрікстад».
Після завершення терміну оренди Гаммар повернувся до Швеції, де приєднався до клубу Супереттан «Ергрюте». За два сезони у команді Гаммар став гравцем основи і своєю грою привернув до себе увагу клубів з Аллсвенскан.
У кінці 2017 року Гаммар вирішив більше не продовжувати контракт з «Ергрюте» і наступний сезон розпочав в клубі з Алссвенскан — «Геккен».

### Збірна
З 2009 по 2013 роки Йоган Гаммар захищав кольори юнацьких збірних Швеції (U-17) та (U-19).

## Досягнення
Мальме
- Чемпіон Швеції: 2014
- Володар Суперкубка Швеції: 2013, 2014

Геккен
- Чемпіон Швеції: 2022
- Володар Кубка Швеції: 2022-23, 2024-25